# Analogie (Recht)
Die Analogie ist eine Argumentationsform im Rahmen der juristischen Methodenlehre in den Rechtswissenschaften. Sie bezeichnet die Übertragung der für einen oder mehrere gesetzlich bestimmte Tatbestände vorgesehenen Regelanwendung auf einen anderen Tatbestand, der vergleichbar und damit rechtsähnlich ist, gesetzlich aber nicht geregelt. Der Analogieschluss erweitert den Geltungsbereich einer rechtlichen Regelung auf bisher ungeregelte Fälle und überschreitet damit auch die Grenze zur Auslegung eines tatbestandlichen Wortsinns. Dies gründet sich auf den Gleichheitssatz, wenn und weil die Unterschiede zwischen den schon geregelten und den noch nicht geregelten Fällen eine unterschiedliche Behandlung nicht rechtfertigen.
Auch der Gesetzgeber bedient sich der Analogie, wenn er eine entsprechende oder sinngemäße Anwendung einer Norm fordert. Dies ist methodologisch dann aber keine Rechtsfortbildung durch Analogie, sondern Rechtsanwendung.
Gegenstücke zur Analogie sind der Umkehrschluss und die teleologische Reduktion.

## Historischer Hintergrund
Die Rechtsfigur der Analogie geht auf die Glossatoren zurück, die bei den einzelfallbezogenen Abschnitten der Digesten jeweils prüften, ob Rechtssätze auf ähnliche, vergleichbare Fälle anwendbar seien.
Das Gegenstück zur Analogie ist die teleologische Reduktion, bei der der Tatbestand einer Norm im Nachhinein nicht ausgeweitet, sondern beschränkt wird.

## Voraussetzungen
Die analoge Anwendung einer Norm kommt in Betracht, wenn für einen bestimmten Sachverhalt keine Rechtsnorm existiert, d. h. eine Gesetzeslücke oder Regelungslücke vorliegt. Vielfach wird gefordert, dass diese planwidrig ist, d. h. vom Gesetzgeber nicht beabsichtigt war. Demgegenüber wird vertreten, dass eine Planwidrigkeit nur dann als unabdingbar für eine Analogie anerkannt werden kann, wenn man ausschließlich die subjektive Auslegungsmethode akzeptiert. Nach der objektiven Auslegungsmethode könnte man demgegenüber zu dem Ergebnis kommen, dass eine analoge Anwendung angebracht ist, also eine Gesetzeslücke vorliegt, obwohl der historische Gesetzgeber nachweislich keine Rechtsfolge an den Fall knüpfen wollte. Die Frage, ob eine Lücke durch eine Analogie ausgefüllt werden kann, ist aber in beiden Fällen durch Auslegung zu ermitteln.
Mit der herrschenden Meinung ist daher zu fordern, dass eine Analogie dann in Betracht kommt, wenn
1. die „Interessenlage vergleichbar“ ist und
2. das Fehlen einer passenden Rechtsnorm eine „planwidrige Regelungslücke“ darstellt.

Liegen diese Voraussetzungen vor, dann kann die andere Norm entsprechend, also analog auf den Sachverhalt angewendet werden.

### Kein Analogieverbot
Analogien sind grundsätzlich zulässig, soweit sie nicht nach dem Grundgedanken des betreffenden Gesetzes ausgeschlossen sind (argumentum lege non distinguente).
Nach dem strafrechtlichen Gebot aus dem Grundgesetz, nulla poena sine lege, ist eine Analogie im Strafrecht zu Lasten des Täters verboten. Demgegenüber wird eine Analogie zu Gunsten des Täters jedoch als zulässig erachtet. Ähnliches ergibt sich für das Verwaltungsrecht. Dort ist aufgrund des Vorbehaltes des Gesetzes eine Analogie als Grundlage für Grundrechtseingriffe durch die Verwaltung grundsätzlich verboten.

### Planwidrige Regelungslücke
Es muss eine Regelungslücke vorliegen und diese muss planwidrig sein.
Regelungslücke
Eine Regelungslücke liegt vor, wenn der Sachverhalt nicht unter den Wortlaut des Gesetzes subsumierbar ist.
Sofern das Gesetz die entsprechende Anwendung von anderen Vorschriften vorsieht, charakteristisch dafür ist die Formulierung „ist entsprechend anzuwenden“, so liegt keine Regelungslücke vor, denn der Gesetzgeber sieht eine entsprechende Anwendung der Norm selbst bereits vor.
Planwidrigkeit
Nach der subjektiven Auslegungsmethode ist eine Regelungslücke dann planwidrig, wenn anzunehmen ist, dass der Gesetzgeber die Notwendigkeit einer Regelung schlicht übersehen hat. Hätte er erkannt, dass eine Regelungslücke entsteht, hätte er sie geschlossen. Oft lässt sich aber auch aus den Wertungen der Verfassung oder etwaiger Generalklauseln ableiten, dass eine Lücke planwidrig ist, da sich der Gesetzgeber ansonsten in Widerspruch zu grundsätzlichen Wertungen gesetzt hätte.
Wenn der Gesetzgeber absichtlich keine gleiche Regelung erlassen hat oder eine solche aufgehoben hat, ist eine Analogieanwendung nicht möglich: „Eine Gesetzesanwendung über den Wortsinn hinaus bedarf einer besonderen Legitimation. Die Analogie setzt das Bestehen einer planwidrigen Regelungslücke voraus. Hat sich der Gesetzgeber hingegen bewusst für die Regelung oder Nichtregelung eines bestimmten Sachverhalts entschieden, sind die Gerichte nicht befugt, sich über diese gesetzgeberische Entscheidung durch eine Auslegung der Vorschrift gegen ihren Wortlaut hinwegzusetzen.“

### Vergleichbare Interessenlage
Es wird angenommen, dass die Interessenlage vergleichbar ist, wenn sich beide Sachverhalte in allen wesentlichen Merkmalen gleichen. Dies ist eine Wertentscheidung. In den Worten des Bundesgerichtshofs (BGH): Darüber hinaus muss der zu beurteilende Sachverhalt in rechtlicher Hinsicht soweit mit dem vom Gesetzgeber geregelten Tatbestand vergleichbar sein, dass angenommen werden kann, der Gesetzgeber wäre bei einer Interessenabwägung, bei der er sich von den gleichen Grundsätzen hätte leiten lassen wie beim Erlass der herangezogenen Norm, zum gleichen Abwägungsergebnis gekommen.
Beispielsweise ist die Interessenlage vergleichbar, wenn aus Sicht des Betroffenen vom Zufall abhängt, ob eine einschlägige Norm vorhanden ist oder nicht (z. B. der Zeitpunkt der Erledigung eines Verwaltungsaktes bei der Fortsetzungsfeststellungsklage).

## Gesetzesanalogie – Rechtsanalogie
Nach einer verbreiteten Einteilung unterscheidet man die Gesetzesanalogie (Einzelanalogie) von der Rechtsanalogie (Gesamtanalogie) – je nachdem, ob eine Analogie zu einer Rechtsnorm oder zu einem aus mehreren Rechtsnormen entnommenen Regelungsprinzip erfolgt.
Bei der Gesetzesanalogie „wird die Rechtsfolge einer Norm auf einen vergleichbaren Fall … übertragen“.
Bei der Rechtsanalogie wird aus mehreren Rechtssätzen ein gemeinsamer Rechtsgedanke gewonnen und auf ähnliche Fälle angewendet.

## Sonderfälle

### Doppelte Analogie
Auch die Möglichkeit, eine Regelung in doppelt analoger Anwendung heranzuziehen, besteht. Dies erfolgt, wenn zwei Tatbestandsmerkmale einer gesetzlichen Regelung nicht ohne Weiteres erfüllt sind. Dies ist z. B. in einer Situation im Verwaltungsprozess nötig, bei der sich ein begehrter Verwaltungsakt vor Erhebung der Verpflichtungsklage z. B. wegen Zeitablaufs erledigt hat. § 113 Abs. 1 Satz 4 VwGO wird in dieser Situation doppelt analog herangezogen. § 113 Abs. 1 Satz 4 VwGO ist grundsätzlich nur auf die Anfechtungsklage anwendbar, wenn der Verwaltungsakt sich nach Klageerhebung erledigt hat. Im beschriebenen Fall liegt aber eine Verpflichtungsklage und eine Erledigung vor Klageerhebung vor und erfordert so die doppelte Analogie.

### Analogieschluss im islamischen Recht
Auch das islamische Recht kennt das Instrument des Analogieschlusses. Er wird als Qiyās (arabisch قِيَاس) bezeichnet, gilt im sunnitischen Islam nach Koran, Sunna und Gelehrtenkonsens als die vierte Quelle des islamischen Rechts und wird bis heute als Verfahren zur Gewinnung von Normen angewandt. Die Regeln für den Qiyās werden in den Kompendien zur islamischen Rechtstheorie behandelt.
Beispiel: Die Sure 17,24 verbietet, Eltern wegen Unsauberkeit zu schelten. Daraus wird geschlossen, dass es bei einem ähnlichen Anlass erst recht verboten ist, die Eltern zu schlagen